# Jacques Dalibour
Jacques Louis Dalibour, décédé en 1735, est un chirurgien français.

## Biographie
Il est reçu maître chirurgien à Paris en 1677, auprès de la Confrérie de Saint-Côme et de Saint-Damien, première association professionnelle de chirurgiens en France. Membre libre de l'Académie royale de chirurgie, il obtient la charge de chirurgien-major de la gendarmerie (compagnie des Gens d’Armes de la Garde royale), fonction qu'il assuma jusqu'en 1730. Il serait également chirurgien en chef des armées de Louis XIV. 
Il est connu pour avoir mis au point, en 1700, une préparation qui porte son nom d'« eau Dalibour », soluté à base de sulfate de cuivre et de sulfate de zinc, qu'il utilisait pour traiter les plaies de guerre. Ces sulfates seront reconnus plus tard comme ayant les propriétés d'être antiseptiques et d'inhiber la croissance de certaines bactéries et de certains champignons microscopiques. François-Alexandre de Garsault la surnomme l’« eau des merveilles ».
Au début du XXIe siècle, ces éléments restent présents dans divers produits du commerce, notamment pommades et crèmes (antiseptiques de la peau) connues sous le nom de préparation de Dalibour.